# Höhronen
Höhronen är en bergstopp i Schweiz.   Den ligger i kantonen Zug, i den centrala delen av landet, 100 km öster om huvudstaden Bern. Toppen på Höhronen är 1 229 meter över havet, eller 251 meter över den omgivande terrängen. Bredden vid basen är 7,2 km.
Terrängen runt Höhronen är huvudsakligen kuperad, men åt nordväst är den platt. Runt Höhronen är det ganska tätbefolkat, med 83 invånare per kvadratkilometer.. Närmaste större samhälle är Rapperswil, 13,3 km nordost om Höhronen. 
Omgivningarna runt Höhronen är en mosaik av jordbruksmark och naturlig växtlighet.